# Mitsubishi L200

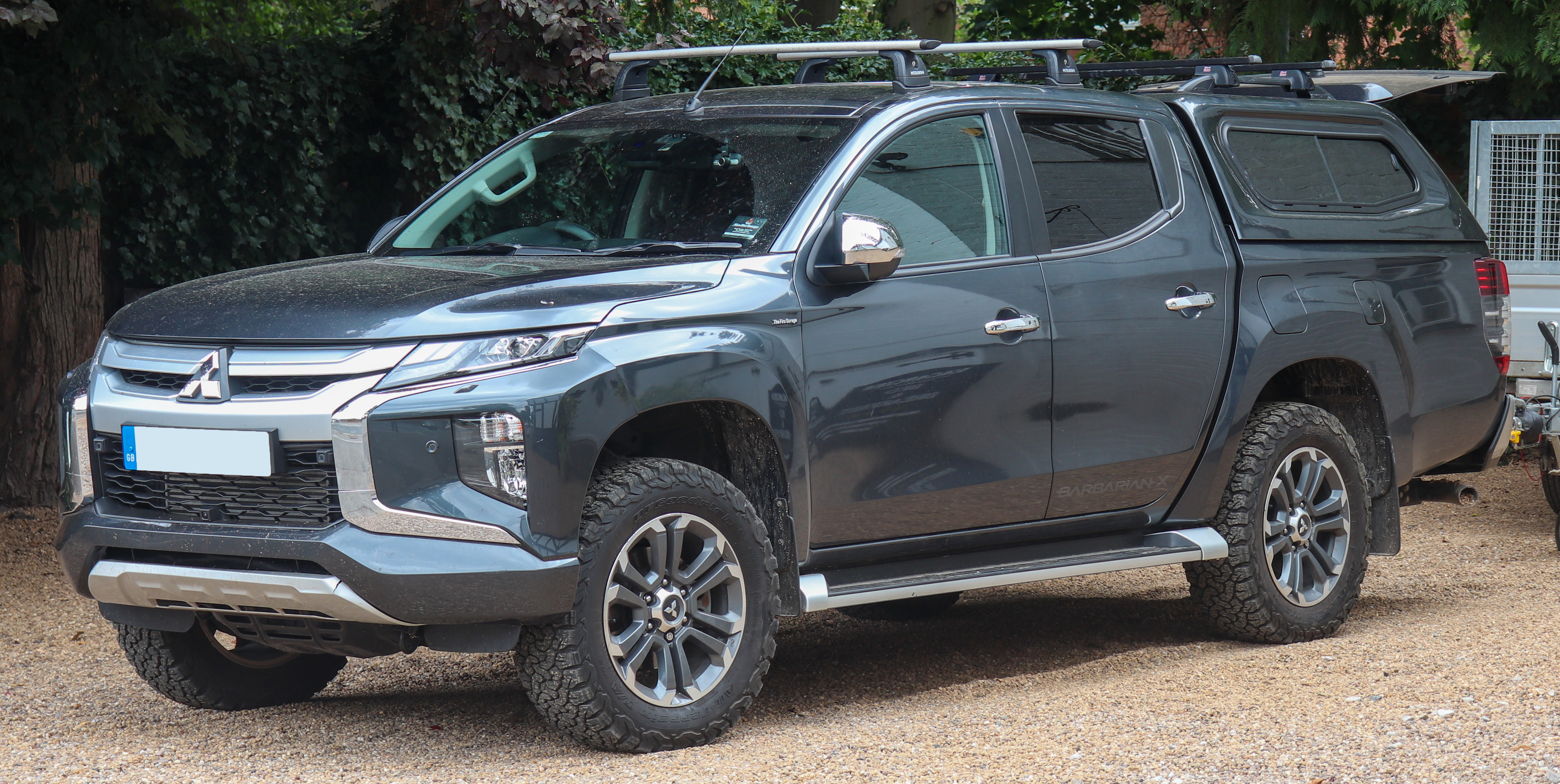
Mitsubishi L200.

Mitsubishi L200 är en lätt fyrhjulsdriven lastbil som började säljas i Sverige i slutet på 80-talet.
Bilen är mycket populär främst bland hantverkare på grund av sin mångsidighet.
Senaste tillskotten i familjen heter L200 Invite samt L200 Intense där Intense är mer utrustad än Invite med exempelvis aluminiumfälgar, skärmbreddare och en mer avancerad fyrhjulsdrift.
Den senaste modellen av bilen är mycket lyxigare och har så kallad "personbilskänsla".
Den första modellen var tillgänglig med diesel eller 2555cc bensinmotor med förgasare enkel överliggande kamaxel och 130 hästar hög och låg fyrhjulsdrift och självklart bakhjulsdrift beroende på vilket läge man drar spaken i. Modellen är väldigt enkel i jämförelse med personbilar precis som de flesta andra japanska pick-uper från den tiden var. Bilen fanns med antingen automatiska frihjulsnav eller manuella det senare innebär att varje gång man ska lägga i eller ur fyrhjulsdriften måste man kliva ur hytten och vrida på vreden i naven på båda framhjulen. Ett annat tillbehör var servostyrning vilket är att föredra med tanke på fordonets storlek.
Inredningen fanns i beige eller ljusblå. Den tillverkades fram till mitten av 90-talet då den byttes ut mot nyare karossen.
Liknande bilar är Nissan King Cab, Mazda B2600, Isuzu Campo och Toyota Hilux. 
Det finns även Opel Campo och Volkswagen Taro. De är exakt samma bilar som Isuzun/Toyotan fast med Opel- respektive Volkswagenemblem samt lite annorlunda grill.                     